# Chiesa di Santa Maria Assunta (Telve)
La chiesa di Santa Maria Assunta è la parrocchiale a Telve, in Trentino. Appartiene al ex-decanato della Valsugana Orientale dell'arcidiocesi di Trento e risale al XV secolo.

## Storia

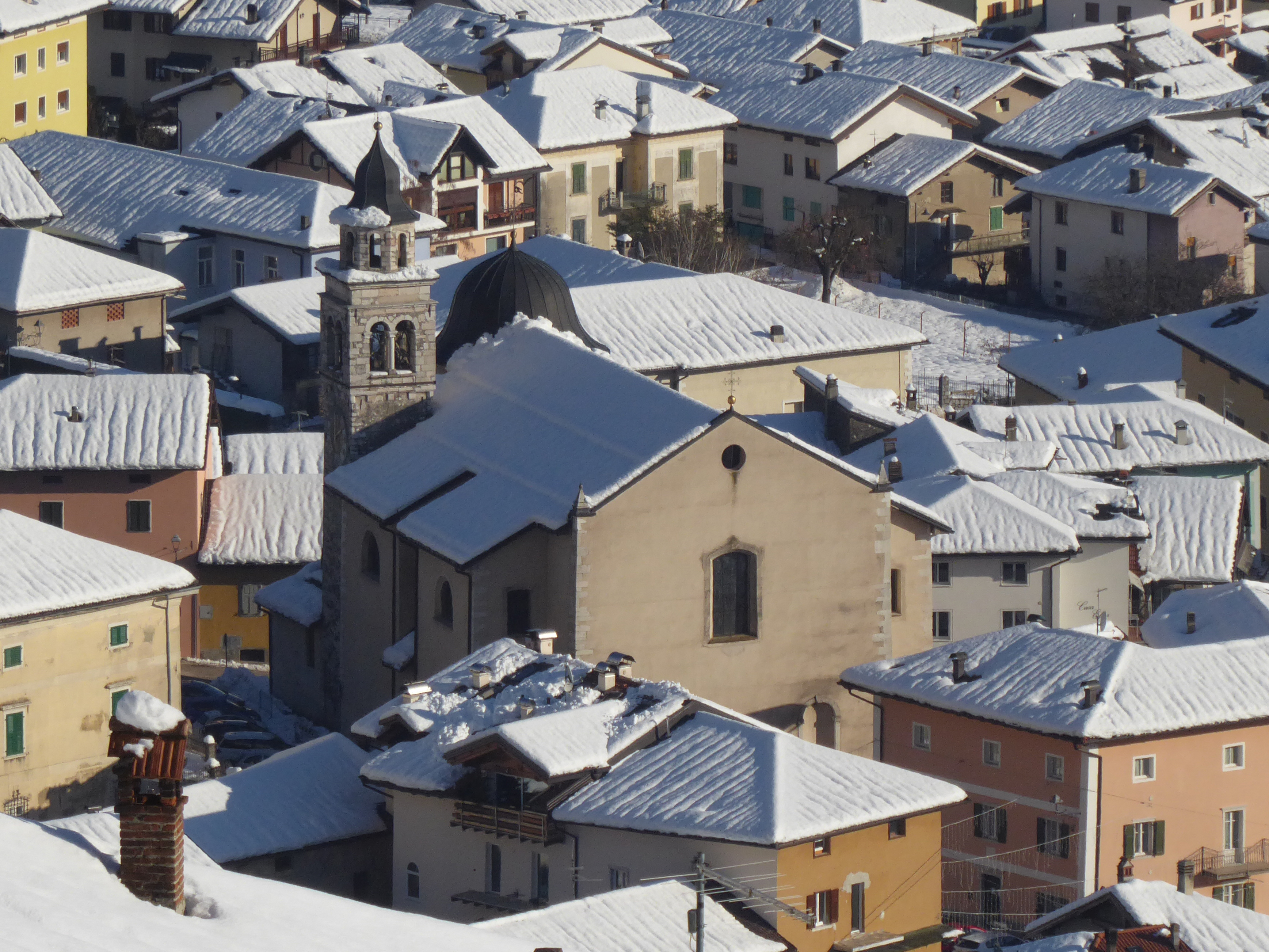
Edificio della chiesa all'interno del nucleo abitato.

La chiesa di Santa Maria Assunta a Telve venne eretta nel 1474, e nello stesso anno ebbe la dignità parrocchiale ottenendo anche il fonte battesimale, che sino ad allora era a Borgo.
Ebbe dignità di pieve sino al 1586.
Nel XVI secolo venne elevata la torre campanaria e un secolo dopo l'intero edificio venne ricostruito con un ampliamento delle superfici rispetto alla chiesa precedente. 
La consacrazione solenne avvenne nel 1745.
Nel XIX secolo venne ricostruita la copertura e si rimise mano all'intera struttura.
Tra il 1915 e il 1918 ebbe gravi danni, in particolare alla parte absidale, e fu oggetto di restauri nel primo dopoguerra.
Con la metà del XX secolo iniziò un ciclo di restauri concluso nel 1973, nel corso del quale venne di nuovo rifatta la copertura, si sistemò il pavimento sia della sala sia del presbiterio.

## Descrizione

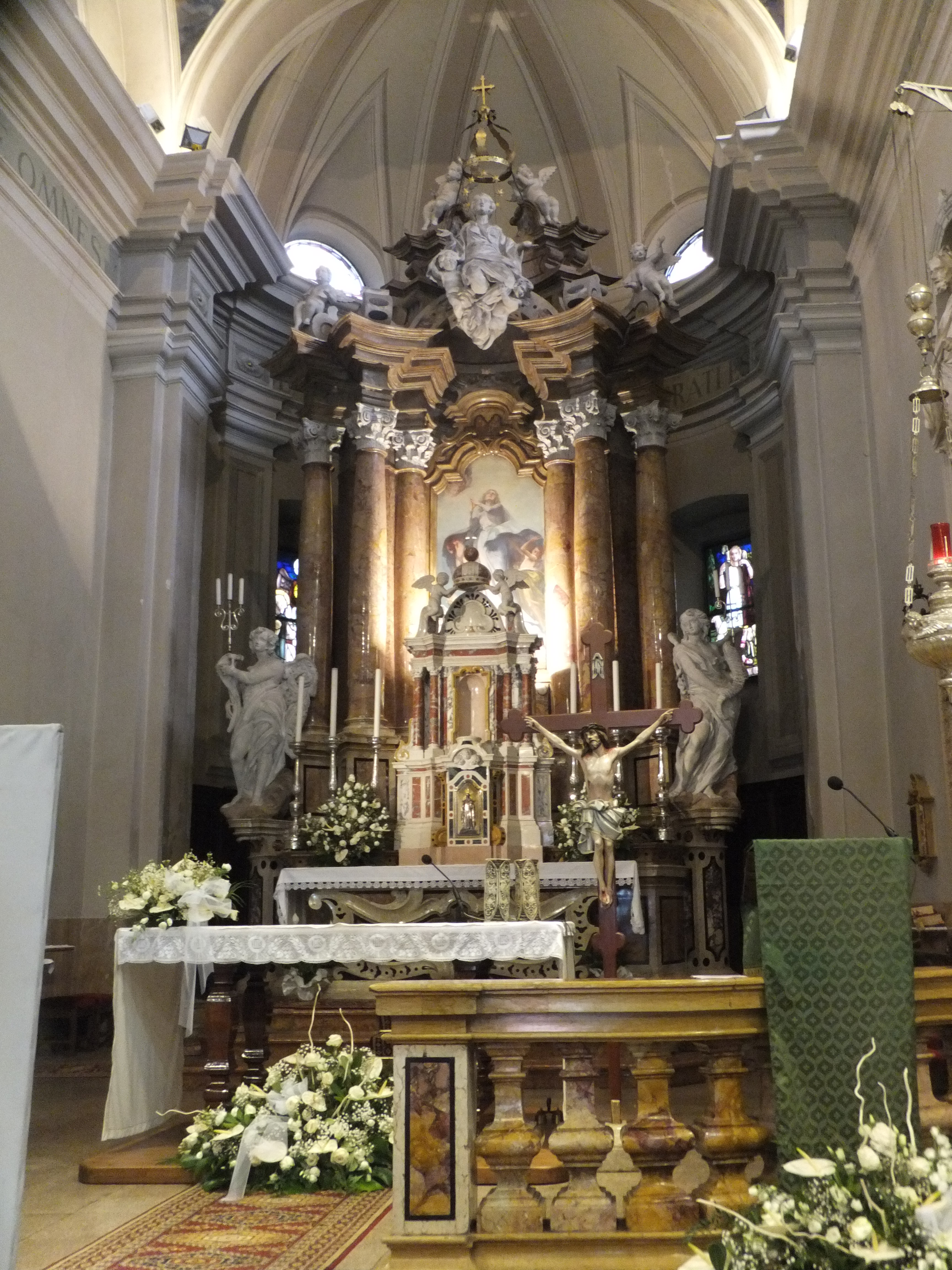
Altare maggiore.

### Esterno
La chiesa mostra orientamento verso est e si trova al centro dell'abitato di Telve. Il prospetto principale si mostra come classica facciata a capanna con due spioventi, delimitata da motivi angolari in pietra. La torre campanaria, che risale al XVI secolo, si trova nella parte settentrionale della struttura, in posizione arretrata.

### Interno
La navata interna è unica ma ampliata da quattro grandi cappelle disposte specularmente. La zona presbiteriale si conclude con l'abside a base semicircolare.